# Памятник штурмовику Ил-2 (Лебяжье)
«Памятник штурмовику Ил-2» — настоящий самолёт Ил-2, пропавший без вести в 1943 году, найденный в 1978 году, отрестраврированный, и в 2003 году установленный в посёлке Лебяжьем Ленинградской области как памятник «Защитникам ленинградского неба».

## Описание
Самолёт Ил-2 (заводской номер 5370). Установлен на центральной улице посёлка — Приморской улице.
Это один из немногих памятников в посёлке — военном городке, и одна из немногих достопримечательностей:

В центре Лебяжья, среди стандартных блочных домов, интерес представляет, разве что, традиционный для военных городков памятник защитникам балтийского неба — штурмовик Ил-2.— из книги «Забытые достопримечательности южного берега Финского залива»
На мемориальной доске даны краткие сведения о самолёте Ил-2 и его тактико-технических характеристиках, и указано, что:

На Ил-2 сражались и пали смертью храбрых 1350 летчиков авиаполков, базировавшихся на аэродроме «Борки».
У деревне Борки в годы Великой Отечественной войны, тогда на Ораниенбаумском плацдарме, располагался аэродром, на котором базировался полк морской авиации, однако, установленный Ил-2 не имеет прямого отношения к тому полку.

## История
В 1978 году со дна озера Белое у деревни Костуя аквалангистами ДОСААФ, совместно с военными, были подняты обломки самолёта Ил-2 и останки членов его экипажа.
Было установлено, что это самолёт из состава 704-го штурмового авиаполка 232-й штурмовой авиадивизии 14-й воздушной армии, пропавший без вести 18 февраля 1943 года в ходе выполнения боевого задания во время Операции «Искра» по прорыву Блокады Ленинграда.
Согласно архивным документам, самолёт в составе четвёрки самолётов атаковал позиции немцев в районе Макарьевская Пустынь Тосненского района Ленинградской области, экипажи выполнили задание, умело ушли от огня зенитной артиллерии, но были атакованы истребителями противника, два самолёта с задания не вернулись, по рассказу очевидца боя — подбитый горящий самолёт уходил в сторону леса, пламя экипажу удалось сбить, но он упал в озеро.

232 ШАД бомбардировочно-штурмовыми действиями парами и четверками Ил-2 уничтожала огневые средства и живую силу противника в опорных пунктах Макарьевская Пустынь, Замостье, Ивановское, уничтожала подходящие резервы противника по дорогам: Ивановское-Замостье, Замостье-Будково. Летало самолётов — 26. Произведено самолётовылетов — 34.

Свои потери: не возвратилось с боевых заданий 4 Ил-2 (летчики — младшие лейтенанты Карташев, Шишковец, Горбунов, Тутуров). Первые два Ил-2 были потеряны ведущим после атаки цели, вторые Ил-2 после выполнения задания ушли курсом 80-85* на свою территорию, место посадки выясняется. — Оперсводка № 98 Штаба ОГ 14 ВА, Горка, к 20:00 18 февраля 1943 года
Останки экипажа — младшего лейтенанта Виктора Николаевича Шишковца (1917 г.р., родился под Одессой, совершил 24 боевых вылета, 2.2.1943 был награждён орденом «Красная Звезда», получить его не успел, через день после пропажи без вести — 19.02.1943 пришли документы на присвоение звание «лейтенант») и младшего сержанта Василия Фёдоровича Данилова (1922 г.р., уроженец Луги) были торжественно захоронены 22 августа 1979 года на мемориале «Берёзовая Аллея» в городе Любани.
Самолёт Ил-2 был восстановлен силами преподавателей и курсантов Ломоносовского военного авиационно-технического училища и установлен на территории училища.
В 1990-е годы училище было расформировано, его территория передана 33-й бригаде внутренних войск РФ, самолёты училища были сданы на лом, но за Ил-2 вступились ветераны войны, и самолёт был оставлен на временном хранении на территории бригады.
В 2003 году самолёт был установлен как памятник в центре поселка Лебяжье.